# Ascorhynchus melwardi
Ascorhynchus melwardi is een zeespin uit de familie Ascorhynchidae. De soort behoort tot het geslacht Ascorhynchus. Ascorhynchus melwardi werd in 1929 voor het eerst wetenschappelijk beschreven door Flynn. 